# لودفيغ مارتن
لودفيغ مارتن (بالألمانية: Ludwig Martin)‏ هو قاضي ومحامي ألماني، ولد في 25 أبريل 1909 في والتنهوفن في ألمانيا، وتوفي في 31 مارس 2010 في كارلسروه في ألمانيا.

## وصلات خارجية
- لودويغ مارتن على موقع مونزينجر (الألمانية)